# Gran Premi d'Itàlia del 2016
El Gran Premi d'Itàlia de Fórmula 1 de la temporada 2016 s'ha disputat al Circuit de Monza, del 2 al 4 de setembre del 2016.

## Resultats de la qualificació
| Pos                  | No | Pilot             | Constructor               | Part 1      | Part 2   | Part 3   | Sortida |
| -------------------- | -- | ----------------- | ------------------------- | ----------- | -------- | -------- | ------- |
| 1                    | 44 | Lewis Hamilton    | Mercedes                  | 1:21.854    | 1:21.498 | 1:21.135 | 1       |
| 2                    | 6  | Nico Rosberg      | Mercedes                  | 1:22.497    | 1:21.809 | 1:21.613 | 2       |
| 3                    | 5  | Sebastian Vettel  | Ferrari                   | 1:23.077    | 1:22.275 | 1:21.972 | 3       |
| 4                    | 7  | Kimi Räikkönen    | Ferrari                   | 1:23.217    | 1:22.568 | 1:22.065 | 4       |
| 5                    | 77 | Valtteri Bottas   | Williams-Mercedes         | 1:23.264    | 1:22.499 | 1:22.388 | 5       |
| 6                    | 3  | Daniel Ricciardo  | Red Bull Racing-TAG Heuer | 1:23.158    | 1:22.638 | 1:22.389 | 6       |
| 7                    | 33 | Max Verstappen    | Red Bull Racing-TAG Heuer | 1:23.229    | 1:22.857 | 1:22.411 | 7       |
| 8                    | 11 | Sergio Pérez      | Force India-Mercedes      | 1:23.439    | 1:22.922 | 1:22.814 | 8       |
| 9                    | 27 | Nico Hülkenberg   | Force India-Mercedes      | 1:23.259    | 1:22.951 | 1:22.836 | 9       |
| 10                   | 21 | Esteban Gutiérrez | Haas-Ferrari              | 1:23.386    | 1:22.856 | 1:23.184 | 10      |
| 11                   | 19 | Felipe Massa      | Williams-Mercedes         | 1:23.489    | 1:22.967 |          | 11      |
| 12                   | 8  | Romain Grosjean   | Haas-Ferrari              | 1:23.421    | 1:23.092 |          | 171     |
| 13                   | 14 | Fernando Alonso   | McLaren-Honda             | 1:23.783    | 1:23.273 |          | 12      |
| 14                   | 94 | Pascal Wehrlein   | MRT-Mercedes              | 1:23.760    | 1:23.315 |          | 13      |
| 15                   | 22 | Jenson Button     | McLaren-Honda             | 1:23.666    | 1:23.399 |          | 14      |
| 16                   | 55 | Carlos Sainz Jr.  | Toro Rosso-Ferrari        | 1:23.661    | 1:23.496 |          | 15      |
| 17                   | 26 | Daniil Kvyat      | Toro Rosso-Ferrari        | 1:23.825    |          |          | 16      |
| 18                   | 12 | Felipe Nasr       | Sauber-Ferrari            | 1:23.956    |          |          | 18      |
| 19                   | 9  | Marcus Ericsson   | Sauber-Ferrari            | 1:24.087    |          |          | 19      |
| 20                   | 30 | Jolyon Palmer     | Renault                   | 1:24.230    |          |          | 20      |
| 21                   | 20 | Kevin Magnussen   | Renault                   | 1:24.436    |          |          | 21      |
| 107% temps: 1:27.583 |    |                   |                           |             |          |          |         |
| –                    | 31 | Esteban Ocon      | MRT-Mercedes              | Sense temps |          |          | 221, 2  |
| Font:                |    |                   |                           |             |          |          |         |

Notes:
- ^1  — Romain Grosjean i Esteban Ocon van rebre 5 llocs de penalització a la graella de sortida per substituir la caixa de canvi.
- ^2  — Esteban Ocon No va marcar temps a la qualificació. Va ser admès a la prova pels comissaris de cursa.

## Resultats de la Cursa
| Pos   | No | Pilot             | Constructor               | Voltes | Temps / Retirada | Pos.Sortida | Punts |
| ----- | -- | ----------------- | ------------------------- | ------ | ---------------- | ----------- | ----- |
| 1     | 6  | Nico Rosberg      | Mercedes                  | 53     | 1h:17:28.089     | 2           | 25    |
| 2     | 44 | Lewis Hamilton    | Mercedes                  | 53     | +15.070 s        | 1           | 18    |
| 3     | 5  | Sebastian Vettel  | Ferrari                   | 53     | +20.990 s        | 3           | 15    |
| 4     | 7  | Kimi Räikkönen    | Ferrari                   | 53     | +27.561 s        | 4           | 12    |
| 5     | 3  | Daniel Ricciardo  | Red Bull Racing-TAG Heuer | 53     | +45.295 s        | 6           | 10    |
| 6     | 77 | Valtteri Bottas   | Williams-Mercedes         | 53     | +51.015 s        | 5           | 8     |
| 7     | 33 | Max Verstappen    | Red Bull Racing-TAG Heuer | 53     | +54.236 s        | 7           | 6     |
| 8     | 11 | Sergio Pérez      | Force India-Mercedes      | 53     | +1:04.954 s      | 8           | 4     |
| 9     | 19 | Felipe Massa      | Williams-Mercedes         | 53     | +1.05.617 s      | 11          | 2     |
| 10    | 27 | Nico Hülkenberg   | Force India-Mercedes      | 53     | +1:18.656 s      | 9           | 1     |
| 11    | 8  | Romain Grosjean   | Haas-Ferrari              | 52     | +1 Volta         | 17          |       |
| 12    | 22 | Jenson Button     | McLaren-Honda             | 52     | +1 Volta         | 14          |       |
| 13    | 21 | Esteban Gutiérrez | Haas-Ferrari              | 52     | +1 Volta         | 10          |       |
| 14    | 14 | Fernando Alonso   | McLaren-Honda             | 52     | +1 Volta         | 12          |       |
| 15    | 55 | Carlos Sainz Jr.  | Toro Rosso-Ferrari        | 52     | +1 Volta         | 15          |       |
| 16    | 9  | Marcus Ericsson   | Sauber-Ferrari            | 52     | +1 Volta         | 19          |       |
| 17    | 20 | Kevin Magnussen   | Renault                   | 52     | +1 Volta         | 21          |       |
| 18    | 31 | Esteban Ocon      | MRT-Mercedes              | 51     | +2 Voltes        | 22          |       |
| Ret3  | 26 | Daniil Kvyat      | Toro Rosso-Ferrari        | 36     | Prob. elèctrics  | 16          |       |
| Ret   | 94 | Pascal Wehrlein   | MRT-Mercedes              | 26     | Pèrdua d'oli     | 13          |       |
| Ret   | 30 | Jolyon Palmer     | Renault                   | 7      | Col·lisió        | 20          |       |
| Ret4  | 12 | Felipe Nasr       | Sauber-Ferrari            | 6      |                  | 18          |       |
| Font: |    |                   |                           |        |                  |             |       |

- ^3  — Daniil Kvyat va rebre una penalització de 5 segons per excedir la velocitat permesa al pit lane[3] que van ser afegits al seu temps final.[2][4][5]
- ^4  — Felipe Nasr va rebre una penalització de 10 segons per causar una col·lisió amb Jolyon Palmer,[3] que no van ser afegits al seu temps final.[2][4][6]